# Łacha (województwo podlaskie)

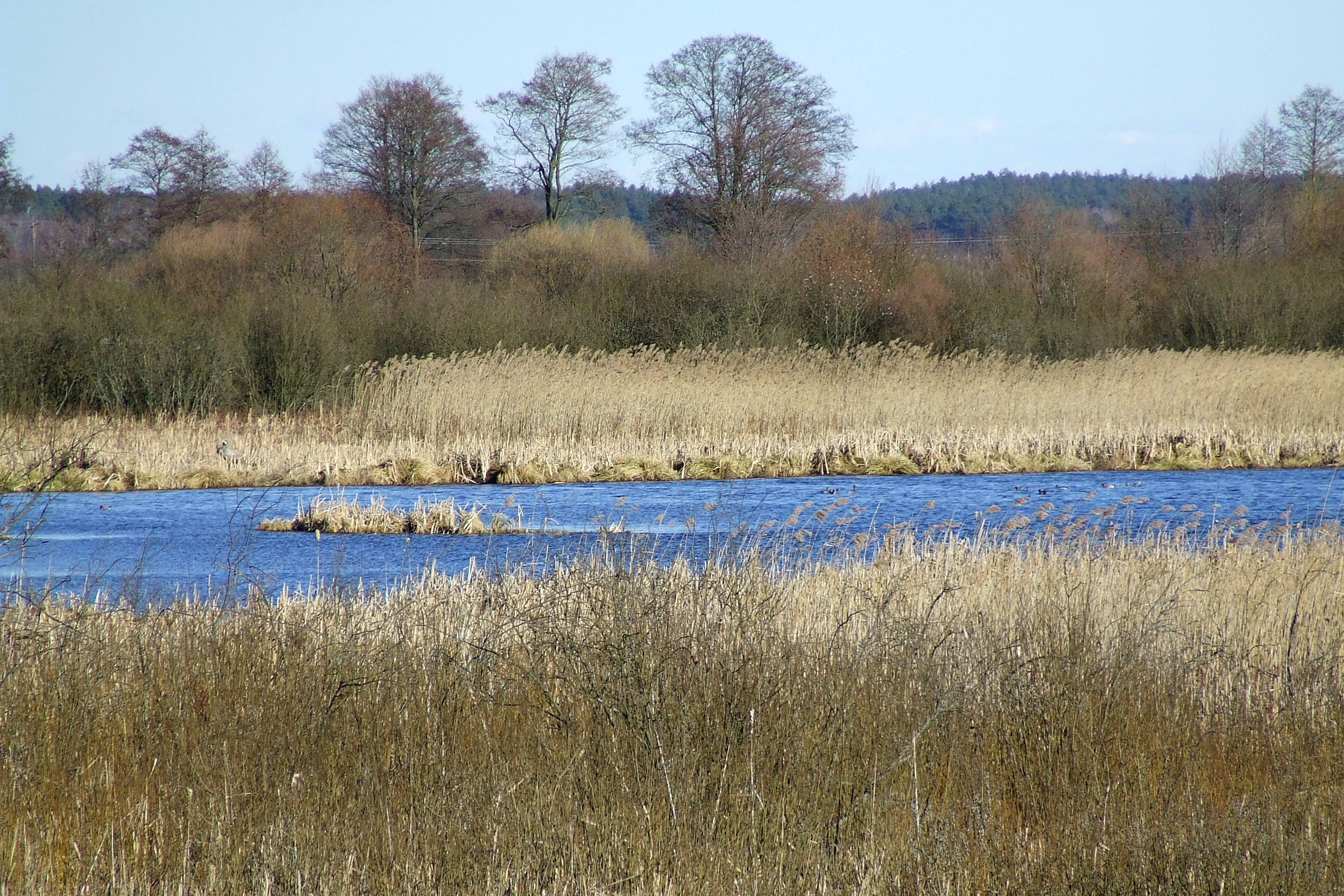
Jezioro Łacha

Łacha – wieś w Polsce położona w województwie podlaskim, w powiecie kolneńskim, w gminie Turośl. Wioska położona jest na północ od niewielkiego jeziora Łacha.
| SIMC    | Nazwa       | Rodzaj    |
| ------- | ----------- | --------- |
| 0409321 | Rogatka     | część wsi |
| 0409338 | Ugory       | część wsi |
| 0409344 | Za Jeziorem | część wsi |

Wierni kościoła rzymskokatolickiego należą do parafii św. Rocha w Lemanie lub do parafii Parafia Najświętszego Serca Jezusowego w Koźle.

## Historia
W latach 1921–1939 wieś leżała w województwie białostockim, w powiecie kolneńskim (od 1932 w powiecie ostrołęckim), w gminie Turośl.
Według Powszechnego Spisu Ludności z 1921 roku wieś zamieszkiwały 623 osoby, 620 było wyznania rzymskokatolickiego, a 3 ewangelickiego. Jednocześnie wszyscy mieszkańcy zadeklarowali polską przynależność narodową. Było tu 115 budynków mieszkalnych. Miejscowość należała do parafii rzymskokatolickiej w m. Turośli. Podlegała pod Sąd Grodzki w Kolnie i Okręgowy w Łomży; właściwy urząd pocztowy mieścił się w m. Turośl, a urząd z dostępem do telefonu m. Kolno.
W okresie międzywojennym w miejscowości stacjonowała placówka Straży Celnej „Łacha”.
W wyniku agresji Niemiec we wrześniu 1939, miejscowość znalazła się pod okupacją i do stycznia 1945 była przyłączona do III Rzeszy i znalazła się w strukturach Landkreis Scharfenwiese (ostrołęcki) w rejencji ciechanowskiej (Regierungsbezirk Zichenau) Prus Wschodnich.
W latach 1975–1998 miejscowość należała administracyjnie do województwa łomżyńskiego.
We wsi znajduje się brogowa kapliczka z ludową rzeźbą św. Jana Nepomucna. Niegdyś była w niej rzeźba wybitnego rzeźbiarza kurpiowskiego z XIX w. Andrzeja Kaczyńskiego (aktualnie w Muzeum Ziemi Kurpiowskiej w Ostrołęce).